# Diego Vicente
Diego Sebastián Vicente Pereyra (Montevideo, Uruguay, 19 de julio de 1998) es un futbolista uruguayo. Juega de mediocentro ofensivo y su equipo actual es el Tacuarembó Fútbol Club de la Segunda División de Uruguay.

## Trayectoria
Diego realizó las divisiones juveniles en River Plate, comenzó en Séptima en el año 2012, temporada en la que anotó siete goles. En el 2013, ya en Sexta, no se destacó tanto, no convirtió goles.
En el año 2014, River Plate logró el Torneo Apertura Sub-16, Diego colaboró con un gol. Pero no pudieron lograr el Clausura y fueron a unas finales contra Peñarol, instancia en la que perdieron. La siguiente temporada, ya en Quinta División, mostró un gran nivel, colaboró con 3 goles en el campeonato Sub-17 de 2015.
El técnico de Primera le dio una oportunidad a Vicente para que se muestre en la máxima categoría.
Debutó como profesional el 5 de diciembre de 2015, da en la última fecha del Torneo Apertura, el técnico Juan Ramón Carrasco lo mandó a la cancha al minuto 64 por Ángel Rodríguez para enfrentar a Villa Teresa en el Parque Saroldi, utilizó la camiseta número 18 y ganaron 4 a 0. Diego jugó su primer partido con 17 años y 139 días.
River Plate finalizó el Apertura en quinta posición.
Para el año siguiente, realizó la pretemporada con el primer equipo. Fue registrado para la Copa Libertadores del 2016.
En la fecha 8 del Torneo Clausura, volvió a tener minutos, ingresó al final del partido para enfrentar a Juventud y empataron sin goles.
El 14 de abril de 2016, debutó a nivel internacional de clubes, fue titular en el último partido de la fase de grupos, su rival fue Palmeiras, jugaron en el Allianz Parque ante más de 30.400 espectadores, estuvo 70 minutos en cancha y perdieron 4 a 0. River no pasó a octavos de final, fue la primera participación en su historia en el certamen continental.
Se ganó la confianza del entrenador y fue titular en los dos siguientes partidos por el torneo local. En la fecha 9 jugó los 90 minutos contra Danubio, inquietó a los jugadores rivales con su juego, y le cometieron un penal, que transformó en gol Michael Santos, finalmente ganaron 3 a 0. Se enfrentaron a Cerro en la décima jornada, nuevamente estuvo los 90 minutos en cancha, una acción suya de tirar un centro, terminó en gol en contra a favor de los darseneros y finalmente ganaron 3 a 1.
Debido a un desgarro se perdió el final del campeonato. River Plate finalizó el Torneo Clausura en la posición 13.
En su primera temporada como profesional, Vicente disputó 5 partidos, 4 por el plano local y 1 internacional.

## Selección nacional
Diego ha sido parte de la selección de Uruguay en las categorías juveniles sub-17, sub-18 y sub-20.
Fue convocado por primera vez para jugar dos amistosos contra la sub-17 de Argentina a fin de año del 2014.
Debutó con La Celeste el 25 de noviembre de 2014, Santiago Ostolaza lo mandó a la cancha al minuto 77 por Diego Rossi, utilizó la camiseta número 16 y ganaron 2 a 0 en el Parque Saroldi, cancha que conocía por ser de su club, River Plate. Dos días después jugaron la revancha, nuevamente ingresó en los minutos finales y esta vez empataron sin goles.
A pesar de ser de los últimos convocados, aprovechó su oportunidad, en los entrenamientos y amistosos, por lo que el técnico Ostolaza lo incluyó en la lista de jugadores para disputar el Sudamericano Sub-17. Para la competición continental, le fue asignado el dorsal número 18.
Debutó en una competición oficial el 6 de marzo de 2015, en la primera fecha de la fase de grupos del Campeonato Sudamericano, ingresó al final del partido para enfrentar a Bolivia y ganaron 4 a 1.
En los siguientes dos partidos no tuvo minutos, pero ya clasificados a la siguiente instancia, jugó como titular por primera vez, el 14 de marzo en el último partido del grupo, contra Ecuador, ganaron 1 a 0 con gol de su capitán Marcelo Saracchi.
Uruguay disputó el hexagonal final, y a pesar de haber sido la única selección con puntaje ideal en la fase de grupos, no mantuvieron el nivel y finalizaron el Sudamericano en quinta posición, por lo que no clasificaron a la Copa Mundial Sub-17.
A fin de octubre, volvió a ser convocado a la selección, esta vez a un combinado sub-18 dirigido por Fabián Coito. Entrenaron hasta fin de año, jugaron algunos partidos amistosos contra selecciones departamentales, como preparación para el próximo Sudamericano Sub-20.
El año 2016, comenzó sin ser llamado en las primeras convocatorias. Pero luego que tuviera minutos en Primera y mostrara buen nivel, volvió a ser considerado por Coito.
Una lesión lo apartó de las canchas por varias semanas, pero cuando se recuperó del desgarro, volvió a ser citado y tuvo la posibilidad de jugar el último amistoso internacional de la temporada 2015/16.
El 22 de junio de 2016, debutó con la sub-20, fue titular con la camiseta número 13, al minuto 4 anotó su primer gol con La Celeste, con un cabezazo venció la resistencia del arquero, finalmente derrotaron 1 a 0 a Guatemala.

### Participaciones en juveniles
| Competición                            | Sede     | Resultado     | Partidos | Goles |
| -------------------------------------- | -------- | ------------- | -------- | ----- |
| Campeonato Sudamericano Sub-17 de 2015 | Paraguay | Quinto puesto | 3        | 0     |

### Detalles de partidos
| Con Uruguay Sub-17 | Con Uruguay Sub-17 | Con Uruguay Sub-17 | Con Uruguay Sub-17      | Con Uruguay Sub-17   | Con Uruguay Sub-17                      | Con Uruguay Sub-17 | Con Uruguay Sub-17 | Con Uruguay Sub-17 | Con Uruguay Sub-17 |
| N°                 | Rival              | Resultado          | Fecha                   | Lugar                | Competencia                             | Goles              | Asistencias        | Ref.               |                    |
| ------------------ | ------------------ | ------------------ | ----------------------- | -------------------- | --------------------------------------- | ------------------ | ------------------ | ------------------ | ------------------ |
| 1                  | Argentina          | 2:0 (1:0)          | 25 de noviembre de 2014 | Montevideo · Uruguay | Amistoso                                | -                  | -                  | 1                  |                    |
| 2                  | Argentina          | 0:0                | 27 de noviembre de 2014 | Montevideo · Uruguay | Amistoso                                | -                  | -                  | 2                  |                    |
| 3                  | Bolivia            | 4:1 (1:0)          | 6 de marzo de 2015      | Asunción Paraguay    | Campeonato Sudamericano Fase de grupos  | -                  | -                  | 3                  |                    |
| 4                  | Ecuador            | 1:0 (0:0)          | 14 de marzo de 2015     | Capiatá Paraguay     | Campeonato Sudamericano Fase de grupos  | -                  | -                  | 4                  |                    |
| 5                  | Argentina          | 2:1 (2:0)          | 26 de marzo de 2015     | Asunción Paraguay    | Campeonato Sudamericano Hexagonal final | -                  | -                  | 5                  |                    |

| Con Uruguay Sub-20 | Con Uruguay Sub-20 | Con Uruguay Sub-20 | Con Uruguay Sub-20       | Con Uruguay Sub-20   | Con Uruguay Sub-20                       | Con Uruguay Sub-20 | Con Uruguay Sub-20 | Con Uruguay Sub-20 | Con Uruguay Sub-20 |
| N°                 | Rival              | Resultado          | Fecha                    | Lugar                | Competencia                              | Goles              | Asistencias        | Ref.               |                    |
| ------------------ | ------------------ | ------------------ | ------------------------ | -------------------- | ---------------------------------------- | ------------------ | ------------------ | ------------------ | ------------------ |
| 1                  | Guatemala          | 1:0 (1:0)          | 22 de junio de 2016      | Canelones · Uruguay  | Amistoso                                 | 4'                 | -                  | 1                  |                    |
| 2                  | Sel. Gaúcha        | 5:2 (3:2)          | 16 de agosto de 2016     | Montevideo · Uruguay | Amistoso                                 | -                  | -                  | 2                  |                    |
| 3                  | Sel. Gaúcha        | 3:3 (2:0)          | 18 de agosto de 2016     | Canelones · Uruguay  | Amistoso                                 | 12'                | -                  | 3                  |                    |
| 4                  | Catar              | 1:2 (1:2)          | 18 de septiembre de 2016 | Doha Catar           | Amistoso Torneo Cuatro Naciones          | -                  | -                  | 4                  |                    |
| 5                  | Senegal            | 2:1 (0:0)          | 24 de septiembre de 2016 | Doha Catar           | Amistoso Torneo Cuatro Naciones          | -                  | -                  | 5                  |                    |
| 6                  | Venezuela          | 3:1 (2:1)          | 5 de octubre de 2016     | Montevideo · Uruguay | Amistoso                                 | -                  | -                  | 6                  |                    |
| 7                  | Ecuador            | 2:0 (0:0)          | 16 de octubre de 2016    | Talca · Chile        | Amistoso Copa Ciudad de la Independencia | -                  | -                  | 7                  |                    |

## Estadísticas

### Clubes
Actualizado al último partido disputado el 4 de noviembre de 2023.
| Club                        | Div.          | Temporada     | Liga  | Liga  | Liga   | Copas nacionales | Copas nacionales | Copas nacionales | Copas internacionales | Copas internacionales | Copas internacionales | Total | Total | Total  |
| Club                        | Div.          | Temporada     | Part. | Goles | Asist. | Part.            | Goles            | Asist.           | Part.                 | Goles                 | Asist.                | Part. | Goles | Asist. |
| --------------------------- | ------------- | ------------- | ----- | ----- | ------ | ---------------- | ---------------- | ---------------- | --------------------- | --------------------- | --------------------- | ----- | ----- | ------ |
| C. A. River Plate · Uruguay | 1.ª           | 2015-16       | 4     | 0     | 2      | -                | -                | -                | 1                     | 0                     | 0                     | 5     | 0     | 2      |
| C. A. River Plate · Uruguay | 1.ª           | 2016          | 8     | 0     | 0      | -                | -                | -                | -                     | -                     | -                     | 8     | 0     | 0      |
| C. A. River Plate · Uruguay | 1.ª           | 2017          | 1     | 0     | 0      | -                | -                | -                | -                     | -                     | -                     | 1     | 0     | 0      |
| C. A. River Plate · Uruguay | 1.ª           | 2019          | 15    | 1     | 1      | -                | -                | -                | 0                     | 0                     | 0                     | 15    | 1     | 1      |
| C. A. River Plate · Uruguay | 1.ª           | 2020          | 16    | 0     | 3      | -                | -                | -                | 3                     | 0                     | 0                     | 19    | 0     | 3      |
| C. A. River Plate · Uruguay | Total club    | Total club    | 44    | 1     | 6      | 0                | 0                | 0                | 4                     | 0                     | 0                     | 48    | 1     | 6      |
| Danubio F. C. · Uruguay     | 2.ª           | 2021          | 10    | 1     | 1      | -                | -                | -                | -                     | -                     | -                     | 10    | 1     | 1      |
| Danubio F. C. · Uruguay     | 1.ª           | 2022          | 26    | 3     | 1      | -                | -                | -                | -                     | -                     | -                     | 26    | 3     | 1      |
| Danubio F. C. · Uruguay     | Total club    | Total club    | 36    | 4     | 2      | 0                | 0                | 0                | 0                     | 0                     | 0                     | 36    | 4     | 2      |
| C. A. Fénix · Uruguay       | 1.ª           | 2023          | 4     | 0     | 0      | 1                | 0                | 0                | -                     | -                     | -                     | 5     | 0     | 0      |
| C. A. Fénix · Uruguay       | Total club    | Total club    | 4     | 0     | 0      | 1                | 0                | 0                | 0                     | 0                     | 0                     | 5     | 0     | 0      |
| Total carrera               | Total carrera | Total carrera | 84    | 5     | 8      | 1                | 0                | 0                | 4                     | 0                     | 0                     | 89    | 5     | 8      |
| 1. 2.                       |               |               |       |       |        |                  |                  |                  |                       |                       |                       |       |       |        |

### Selección
Actualizado al último partido disputado el 16 de octubre de 2016.
| Selección         | Temporada         | Continental | Continental | Continental | Mundial | Mundial | Mundial | Amistosos | Amistosos | Amistosos | Total | Total | Total  |
| Selección         | Temporada         | Part.       | Goles       | Asist.      | Part.   | Goles   | Asist.  | Part.     | Goles     | Asist.    | Part. | Goles | Asist. |
| ----------------- | ----------------- | ----------- | ----------- | ----------- | ------- | ------- | ------- | --------- | --------- | --------- | ----- | ----- | ------ |
| Sub-17 · Uruguay  | 2014              | -           | -           | -           | -       | -       | -       | 2         | 0         | 0         | 2     | 0     | 0      |
| Sub-17 · Uruguay  | 2015              | 3           | 0           | 0           | -       | -       | -       | 0         | 0         | 0         | 3     | 0     | 0      |
| Sub-17 · Uruguay  | Total sel.        | 3           | 0           | 0           | 0       | 0       | 0       | 2         | 0         | 0         | 5     | 0     | 0      |
| Sub-20 · Uruguay  | 2016              | -           | -           | -           | -       | -       | -       | 7         | 2         | 0         | 7     | 2     | 0      |
| Sub-20 · Uruguay  | Total sel.        | 0           | 0           | 0           | 0       | 0       | 0       | 7         | 2         | 0         | 7     | 2     | 0      |
| Total selecciones | Total selecciones | 3           | 0           | 0           | 0       | 0       | 0       | 9         | 2         | 0         | 12    | 2     | 0      |
| 1.                |                   |             |             |             |         |         |         |           |           |           |       |       |        |

## Palmarés

### Títulos nacionales
| Título             | Club             | País    | Año  |
| ------------------ | ---------------- | ------- | ---- |
| Torneo Competencia | Tacuarembó F. C. | Uruguay | 2025 |